# Mjuk trägnagare
Mjuk trägnagare (Ernobius mollis) är en skalbaggsart som först beskrevs av Carl von Linné 1758.  Mjuk trägnagare ingår i släktet Ernobius och familjen trägnagare. Arten är reproducerande i Sverige. Inga underarter finns listade i Catalogue of Life.

## Bildgalleri

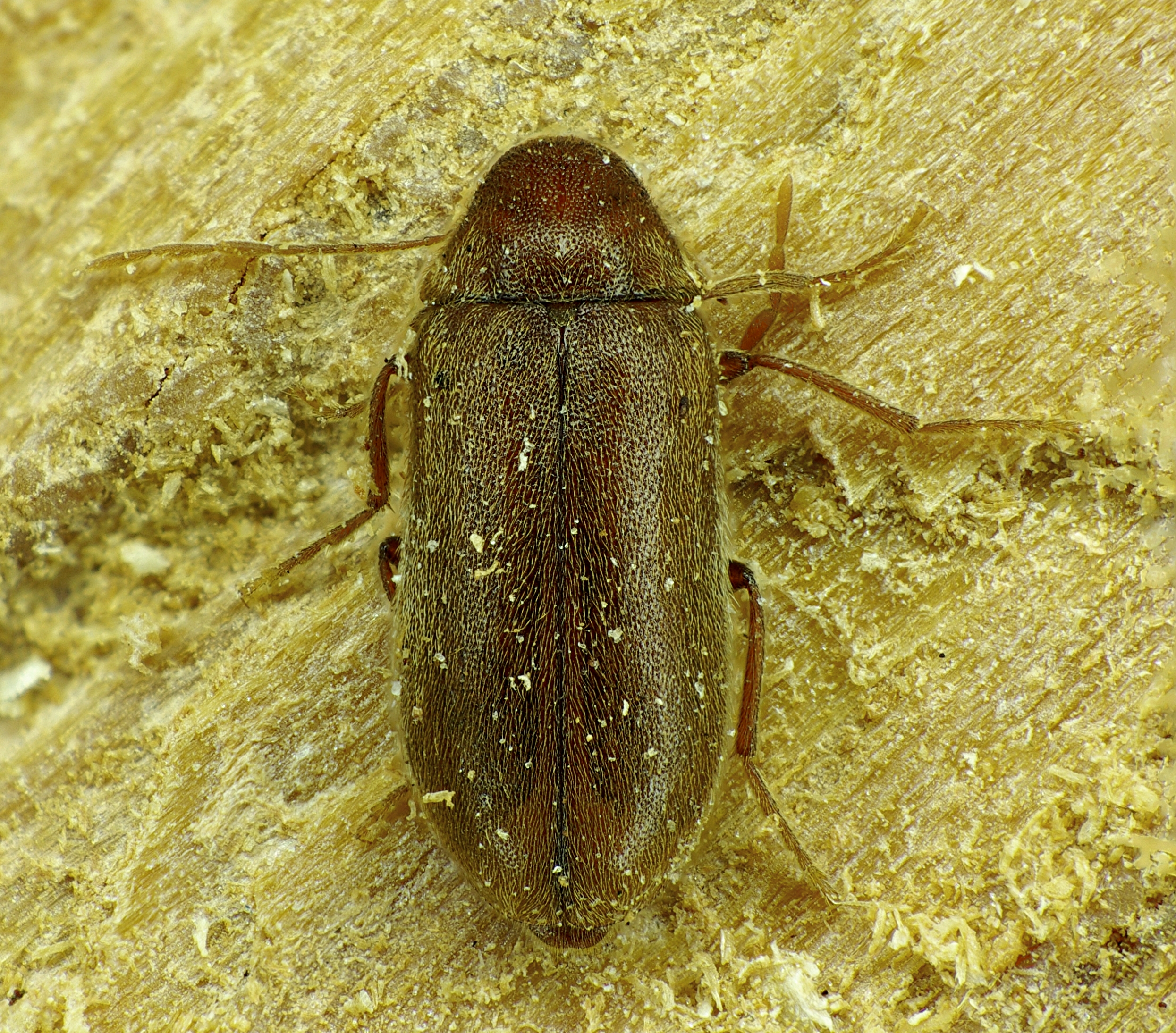
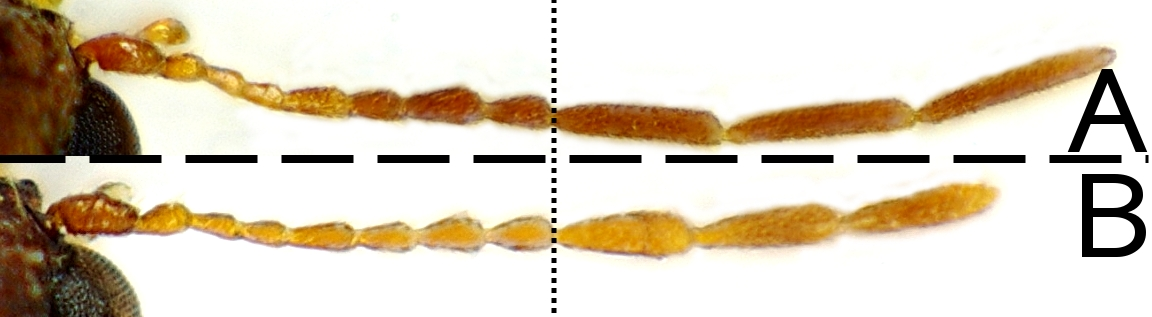
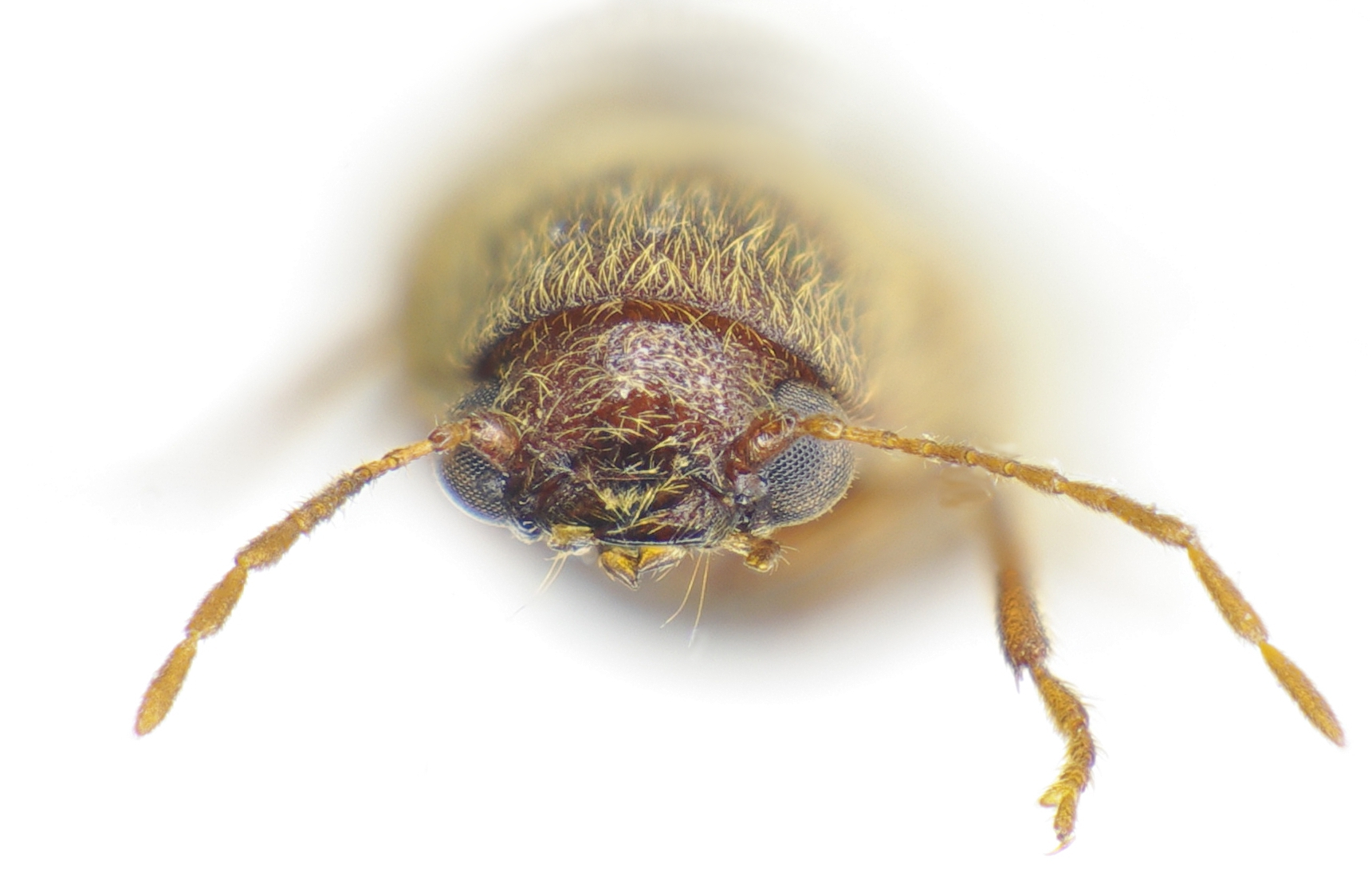
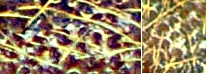
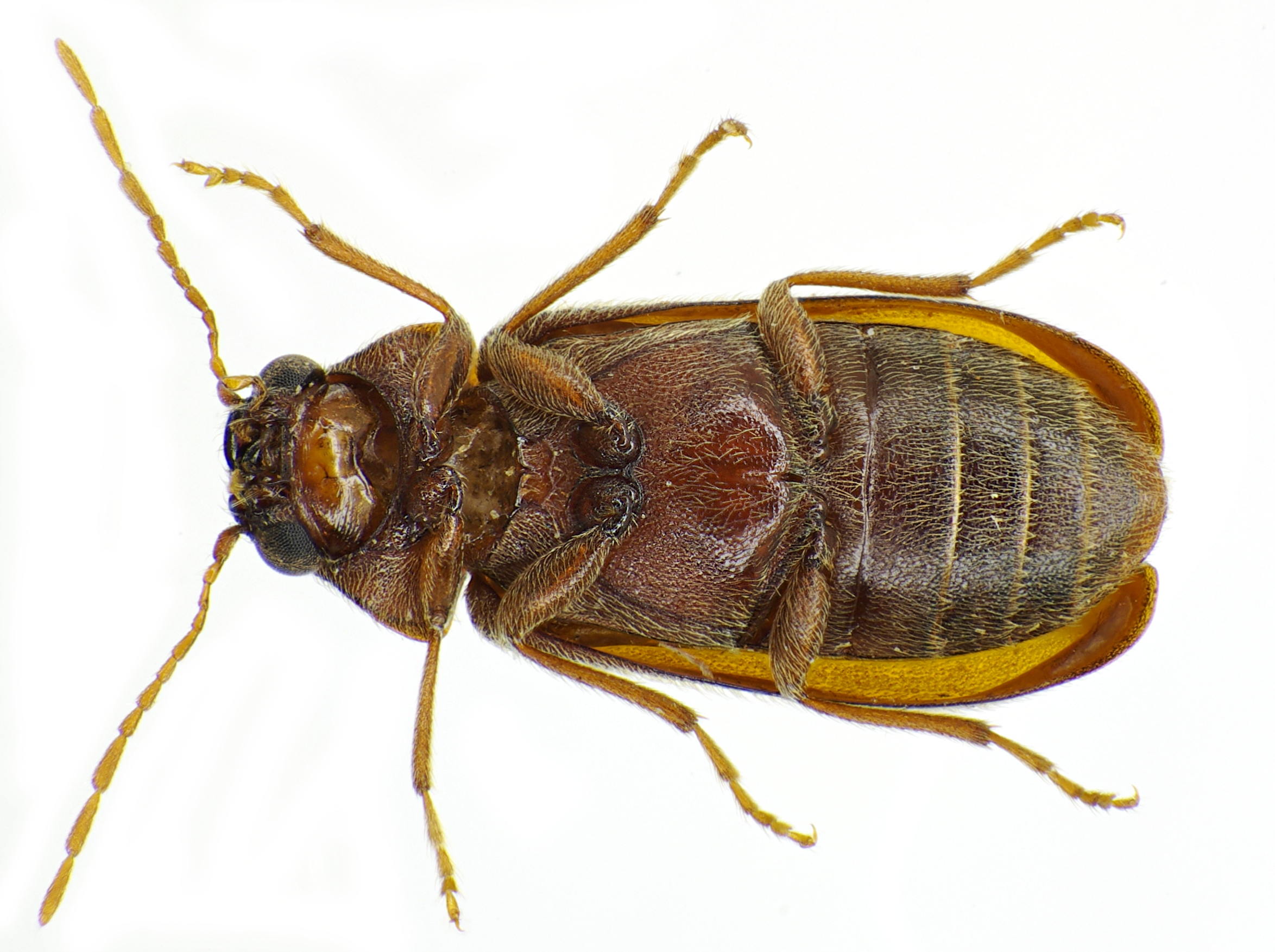
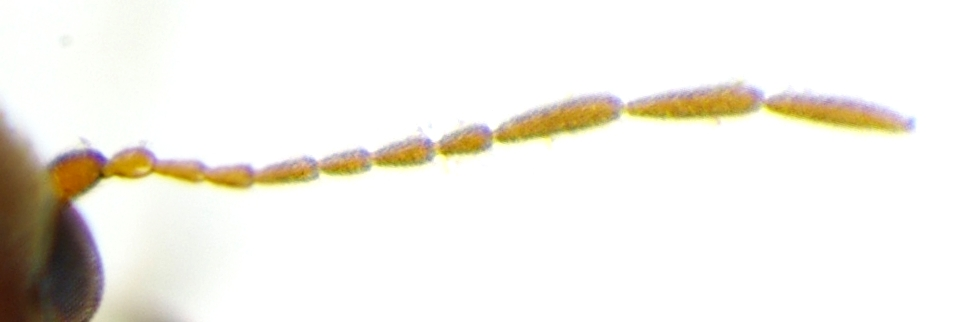